# U-314
| U-314                                    | U-314 | U-314 |
| ---------------------------------------- | --- | --- |
|                                          | | |
|                                          | | |
| Зображення підводного човна підтипу VIIC | | |
| Під прапором                             | Третій Рейх | Третій Рейх |
| Спуск на воду                            | 17 квітня 1943 року | 17 квітня 1943 року |
| Сучасний статус                          | 30 січня 1944 року затоплений південно-західніше острова Ведмежий у Баренцевому морі глибинними бомбами з есмінців «Вайтхолл» та «Метеор».                | 30 січня 1944 року затоплений південно-західніше острова Ведмежий у Баренцевому морі глибинними бомбами з есмінців «Вайтхолл» та «Метеор».                |
| Проєкт                                   | | |
| Тип ПЧ                                   | Торпедний ДПЧ | Торпедний ДПЧ |
| Головний конструктор                     | Flender Werke | Flender Werke |
| Основні характеристики                   | | |
| Швидкість (надводна)                     | 17,7 вузла | 17,7 вузла |
| Швидкість (підводна)                     | 7,6 вузла | 7,6 вузла |
| Робоча глибина занурення                 | 100 м | 100 м |
| Гранична глибина занурення               | 230 м | 230 м |
| Автономність плавання                    | 8500 морських миль (15 700 км) на швидкості 10 вузлів (19 км/год) (у надводному положенні) 80 миль (150 км) на швидкості 4 вузли (в підводному положенні) | 8500 морських миль (15 700 км) на швидкості 10 вузлів (19 км/год) (у надводному положенні) 80 миль (150 км) на швидкості 4 вузли (в підводному положенні) |
| Екіпаж                                   | 44—60 осіб | 44—60 осіб |
| Розміри                                  | | |
| Довжина найбільша (по КВЛ)               | 67,1 м | 67,1 м |
| Ширина корпусу найб.                     | 5,5 м | 5,5 м |
| Висота                                   | 9,6 м | 9,6 м |
| Середня осадка (по КВЛ)                  | 4,74 м | 4,74 м |
| Водотоннажність надводна                 | 769 т | 769 т |
| Озброєння                                | | |
| Артилерія                                | 1 × 88-мм палубна гармата SK C/35 | 1 × 88-мм палубна гармата SK C/35 |
| Торпедно- мінне озброєння                | 4 носових і один кормовий 533-мм ТА. 14 торпед або 26 мін TMA                                                                                             | 4 носових і один кормовий 533-мм ТА. 14 торпед або 26 мін TMA                                                                                             |
| ППО                                      | 1 × 20-мм зенітна гармата C/30 | 1 × 20-мм зенітна гармата C/30 |

U-314 — німецький підводний човен типу VII C Крігсмаріне за часів Другої світової війни. Закладений 9 червня 1942 року на верфі Flender Werke у Любеку. Спущений на воду 17 квітня 1943 року, 10 червня 1943 року корабель увійшов до складу ВМС нацистської Німеччини.. Єдиним командиром човна був капітан-лейтенант Георг-Вільгельм Бассе.
У червні 1943 року увійшов до складу 8-ї флотилії. 1 січня 1944 року переведений до складу 11-ї флотилії.
Підводний човен здійснив 2 бойових походи, у яких не потопив та не пошкодив жодного корабля або судна. 30 січня 1944 року затоплений південно-західніше острова Ведмежий у Баренцовому морі глибинними бомбами британських есмінців «Вайтхолл» і «Метеор». Всі 49 членів екіпажу загинули.